# Goldene Kamera 1994
Die Verleihung der Goldenen Kamera 1994 fand am 8. Februar 1995 im Konzerthaus am Gendarmenmarkt in Berlin statt. Es war die 30. Verleihung der Goldenen Kamera. Das Publikum wurde durch Jürgen Richter, den Vorstandsvorsitzenden des Axel-Springer-Verlages, begrüßt. Die Verleihung der Preise in den einzelnen Kategorien sowie die Moderation übernahm Thomas Gottschalk. An der Veranstaltung nahmen etwa 850 Gäste teil. Die Verleihung wurde am 12. Februar 1995 um 21:45 Uhr im ZDF übertragen. Die Leser wählten in der Kategorie Bester Moderator einer Nachrichtensendung ihre Favoriten.

## Preisträger

### Schauspielerin
- Uschi Glas – Anna Maria – Eine Frau geht ihren Weg

### Bester Moderator
- Thomas Gottschalk – Gottschalk Late Night

### Bester Moderator einer Nachrichtensendung
- Wolf von Lojewski (1. Platz der Hörzu-Leserwahl)
- Ulrich Wickert (1. Platz der Hörzu-Leserwahl)

### Beste Nachwuchsschauspielerin
- Nicolette Krebitz (Lilli-Palmer-Gedächtniskamera)

### Bester Sportler
- Michael Schumacher

### Fernsehen der intelligenten Art
- Arte (Jérôme Clément, Arte-Geschäftsführer, und Sabine Rollberg, Arte-Chefredakteurin, nahmen die Auszeichnung entgegen)

### Größter deutscher Schauspieler des Jahrhunderts
- Heinz Rühmann

### Lebenswerk
- Udo Jürgens

### Musical
- Peter Maffay – Tabaluga & Lilli[2]

### Auszeichnungen für internationale Gäste

#### Beste Boygroup
- Take That

#### Lebenswerk
- Sophia Loren
- Marcello Mastroianni